# Luomasenlampi
Luomasenlampi är en sjö i kommunen Rantasalmi i landskapet Södra Savolax i Finland. Arean är 36 hektar och strandlinjen är 3,56 kilometer lång. Sjön  ingår i Vuoksens huvudavrinningsområde.   Den ligger omkring 61 kilometer nordöst om S:t Michel och omkring 270 kilometer nordöst om Helsingfors. 